# Рюм
Рюм (на френски: Rumes) е селище в Югозападна Белгия, окръг Турне на провинция Ено. Населението му е около 5100 души (2006).